# Stara Rudna

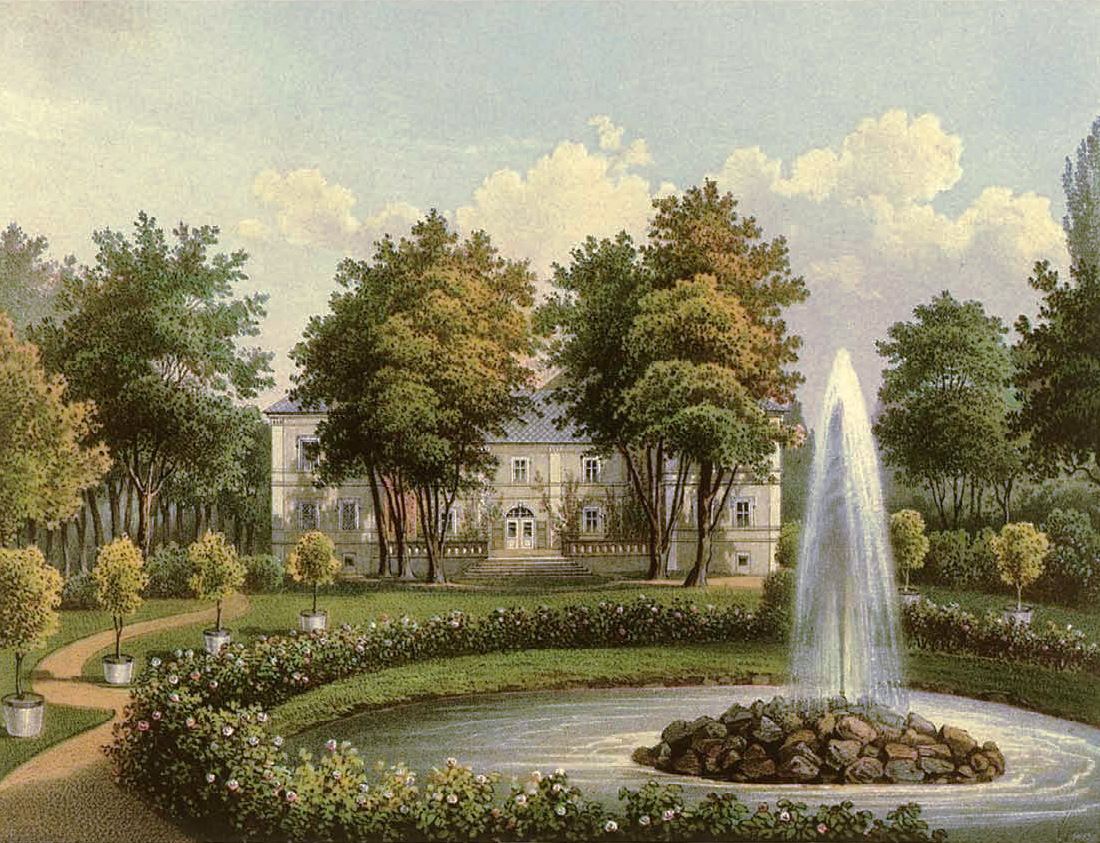
Pałac Alt Raudten w latach 1857-1883

Stara Rudna (niem. Alt Raudten) – wieś w Polsce położona w województwie dolnośląskim, w powiecie lubińskim, w gminie Rudna.

## Podział administracyjny
W latach 1975–1998 miejscowość administracyjnie należała do województwa legnickiego.

## Środowisko naturalne
Wieś znajduje się w obrębie mikroregionu Wzgórza Polkowickie, wchodzącego w skład mezoregionu Wzgórza Dalkowskie.

## Historia
Pierwsze ślady bytności człowieka datuje się na młodszą epokę kamienną (4000-1700 r. p.n.e.).

## Zabytki
Do wojewódzkiego rejestru zabytków wpisane są:
- kościół (ruina), poewangelicki z XVI-XVIII w.
- zespół pałacowy, z XVII-XIX w.
  - pałac obecnie w ruinie; zachował się barokowy portal pałacu
  - park - ogród z różnymi odmianami kwiatów i drzew

## Osoby związane ze Starą Rudną
- Christian Knorr von Rosenroth (1636 – 1689), niemiecki dramaturg, poeta, mistyk i pisarz
- Karl-Ernst Swora (1933 – 2001), niemiecki architekt i inżynier budownictwa